# 香港街頭小吃

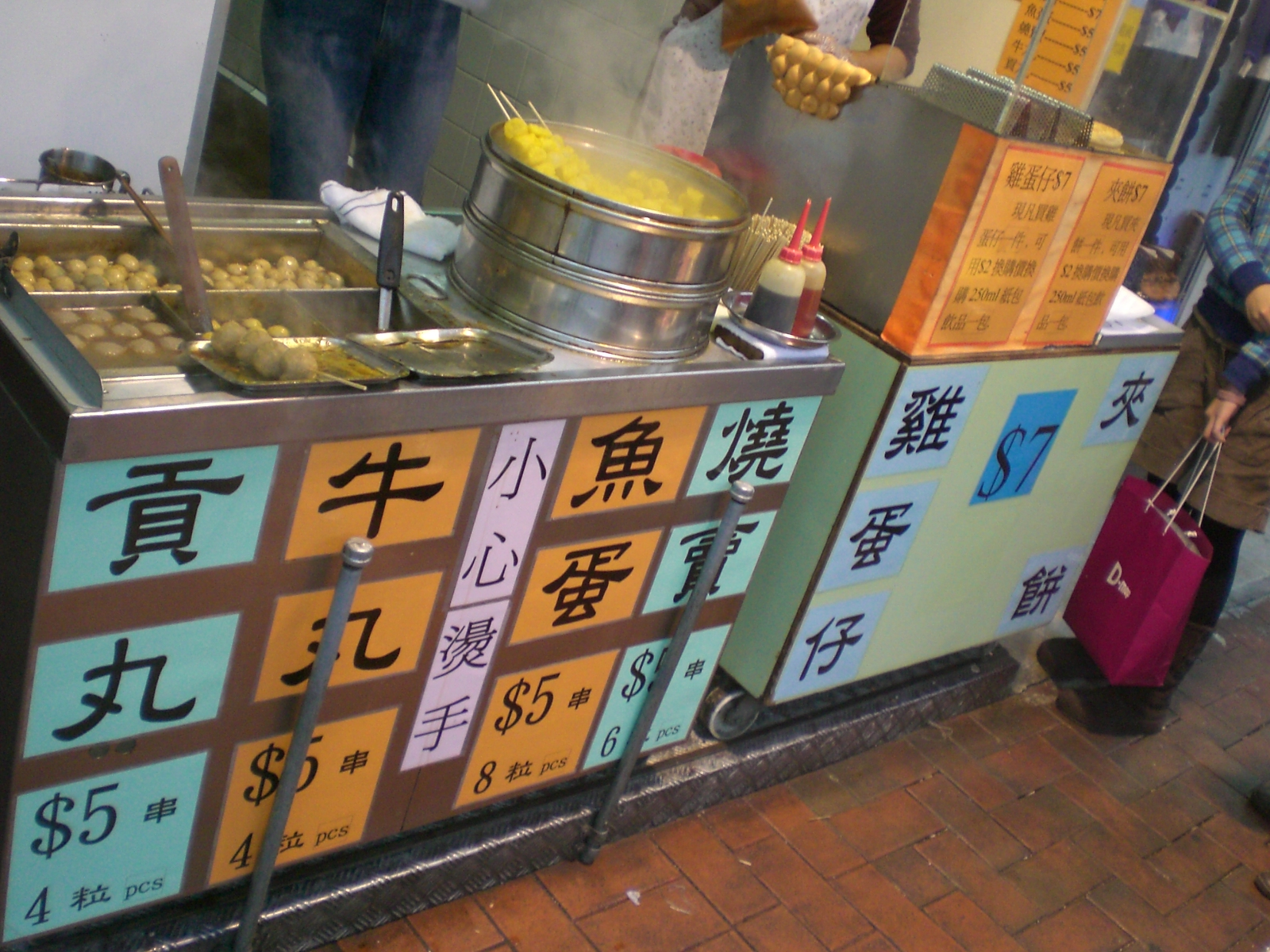
現時販賣街頭小食的店鋪

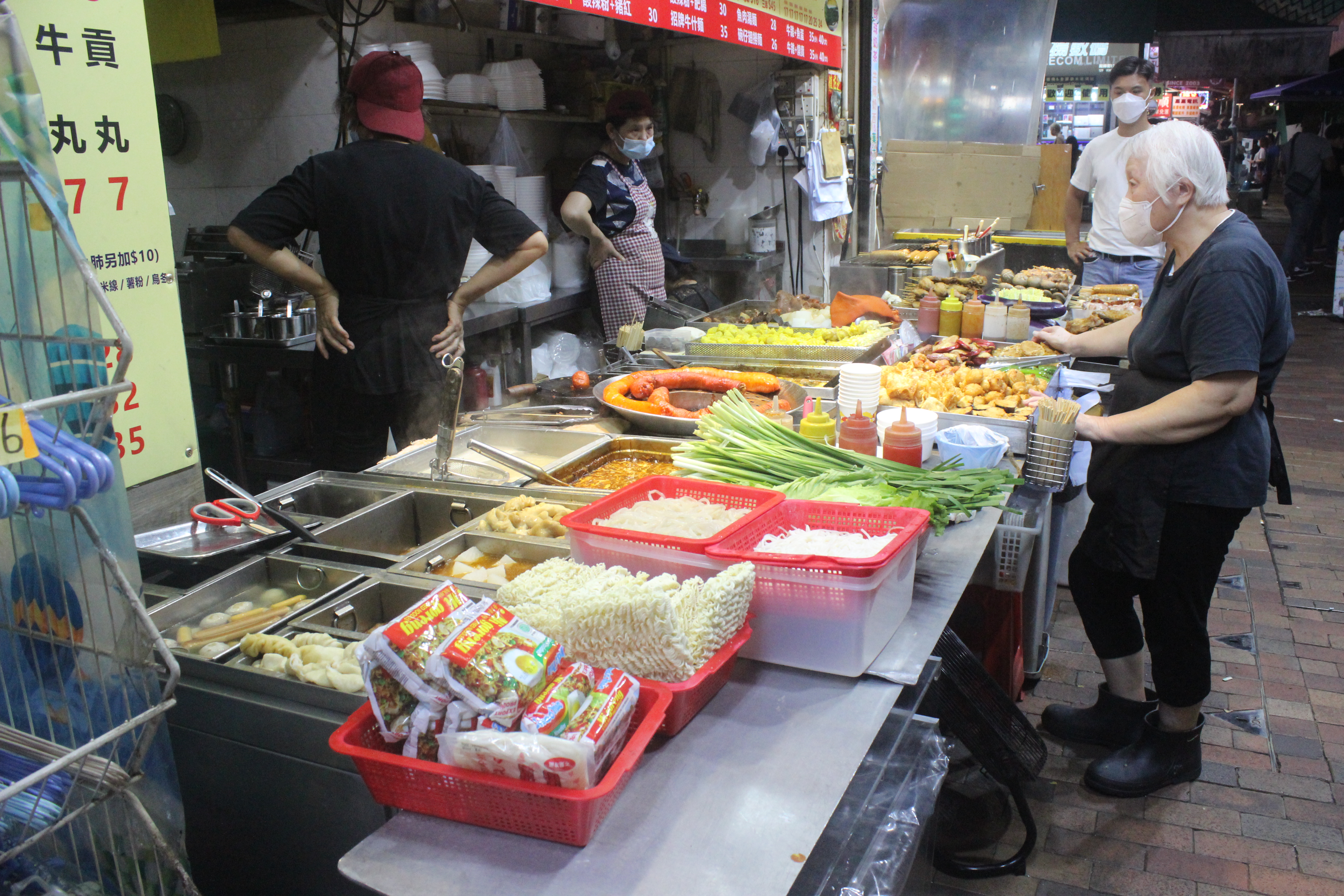
深水埗桂林街的一家小食店，除了街頭小食外亦售賣車仔麵

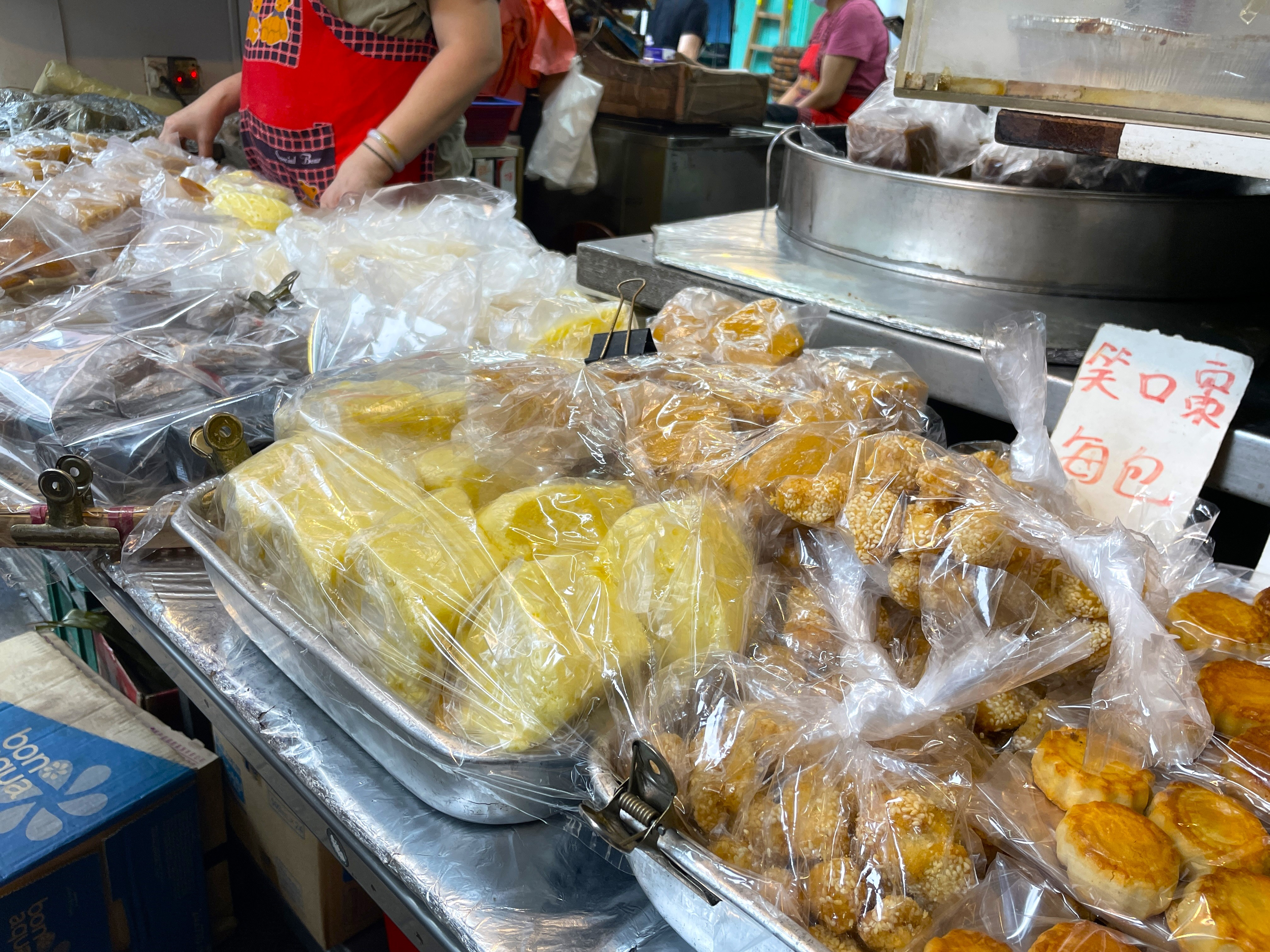
位於深水埗街邊的香港懷舊糕點，包括笑口棗、棋子餅、馬拉糕等

香港街頭小食的發展源遠流長，因為香港島四面環海、漁產豐富，因此海鮮是街頭常見的料理種類之一。從19世紀開始，香港已開始有路邊攤檔，它們都是為了維持生計以及照顧社會低下層人士的飲食所需而出現的，到現在，所出售的食物仍是街頭所售的小食，因此極受歡迎。
香港街頭小食的種類很多，例如雞蛋仔、碗仔翅、臭豆腐、魚蛋、牛丸、貢丸、砵仔糕、牛雜、格仔餅、炸魷魚鬚、 串燒、燒賣、煎釀三寶、腸粉、糯米糍等等都屬此類，它們大多以紙袋或發泡膠盒盛載，而以竹簽或膠匙食用，即買即食，沒有任何餐桌等設備。從香港街頭小食的特色與發展，可見香港人獨有的香港飲食文化特色。香港人除了平日生活節奏快捷、工作速度快以外，在飲食方面亦可顯出港人講求快速的心態，不但吃得快，連製作食物的也要快速，才能在社會生存，街頭小食恰好顯示出這個特點。根據《蘋果日報》在2002年8月8日的一篇報道估計，香港人當時每日便吃掉55噸，約375萬粒的魚蛋，數量驚人，從此可見香港人對街頭小食的熱愛。

## 歷史發展
街頭小食在最初也是在街邊檔口先出現。街邊檔口的發展可謂源遠流長，早於1880年代已有街邊檔口的出現，它們日以繼夜做生意，而當時亦已有大牌檔的出現，大牌檔亦是在街頭擺賣的，是領有政府牌照而擁有比小販更大面積的擺賣地方，與小販有相似的地方，其後更開始有「為食街」的出現，所謂「為食街」是指一些熟食小販集中在一處地方售賣食物予低下層市民，而最早期的「為食街」位處中環士丹利街與嘉咸街交界，街內有多個售賣早、午、晚三餐及宵夜、糖水（甜湯）的熟食小販，1950年代、1960年代開始出現了大量小販售賣街頭小食，至1970年代開始，政府為整頓市容，重新規劃城市，開始抑止街邊攤檔阻街情況，至1997年回歸後，政府因為路邊擺賣食物衍生衛生問題而大力打擊這些無牌小販，令街邊小販的數目驟然回落，至近年，小販數目已大不如前，但街頭小食已不再只限於「街頭」，而開始進佔店舖繼續經營，小販開始進佔店舖經營除了是因為政府大力打擊令它們無法繼續在街頭生存，同時亦因為1997年香港發生金融風暴，店舖租金大幅下降，令小販得以負擔舖租，遂開始在店舖經營，而且越來越受歡迎，店內經營的小食越開越多，而且多會集中於一處經營，如旺角的花園街、油麻地的廟街等都有大量的街頭小食出售。時至今日，香港人食街頭小食時，大多都是在這些店舖購買後即買即食。

## 特色
1. 即買即食，食物亦是即時可以弄好，迎合講求快捷方便、節省時間的香港人。食物普遍利用紙袋、竹簽食用，都是吃完後即棄。
2. 很多都不太健康。老香港流行的街頭小食，如油炸粽、炸酥盒（即一種如墨盒狀的油器，內有蘿蔔絲[8]）都含有大量脂肪。而「飛機欖」（即一些裝有三、四枚甘草或辣椒欖的小包[8]）等則在醃製過程上用上大量糖或鹽。雖然近年香港提倡健康飲食，但在旺角街頭還可以看到形形色色的煎炸食物（如煎釀三寶、炸魷魚鬚等）或高糖份的小食（如雞蛋仔、格仔餅等），可見香港人以食為先的文化。
3. 價格便宜，相比其他快餐等膳食便宜，比如一份燒賣的價格在港幣10-20元不等。

## 流動熟食小販

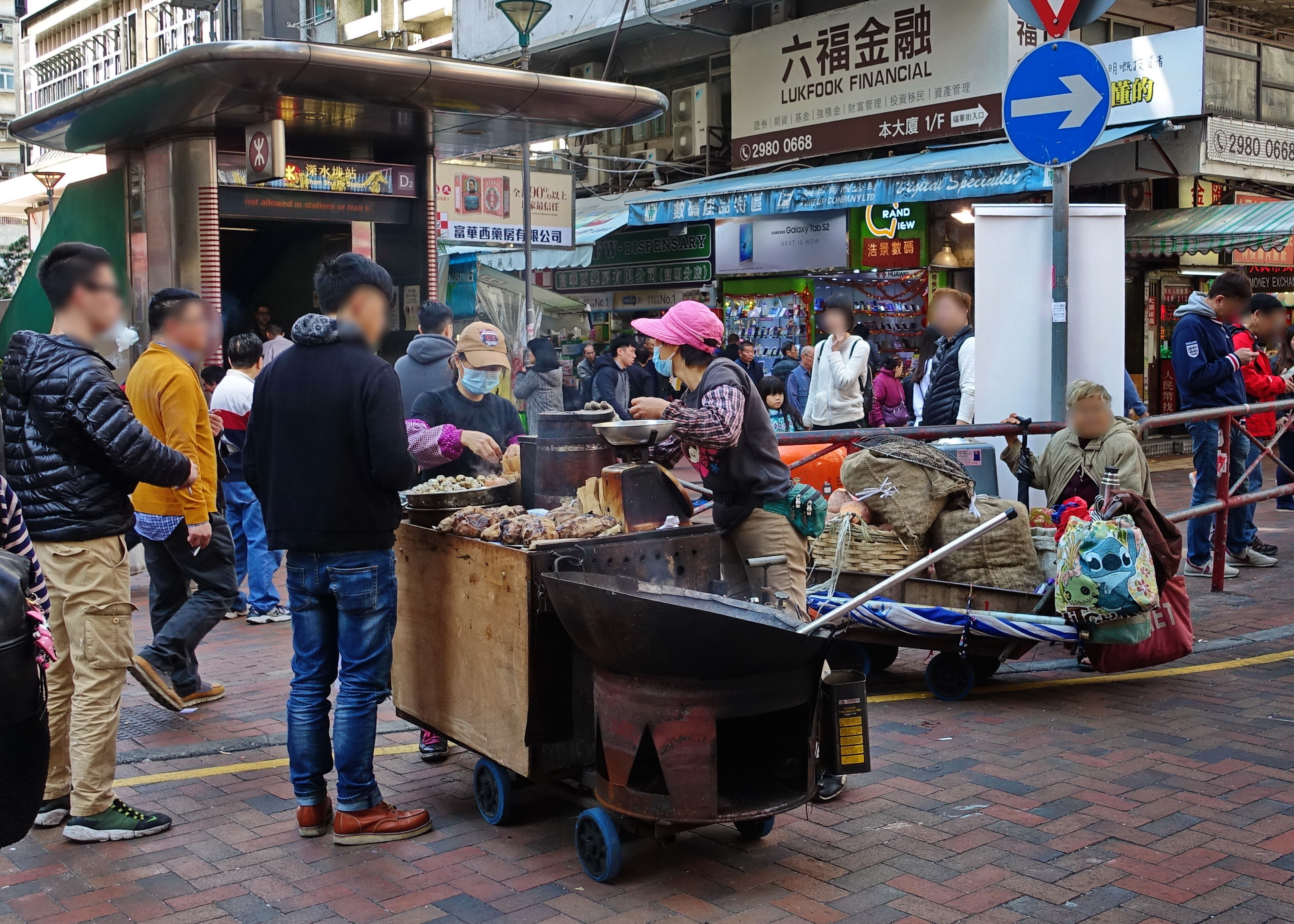
炒栗子、煨蕃薯的小販車

香港的流動熟食小販以小販車擺檔，方便流動。小販車有不同的設計，每種設計有其所屬烹飪方式，賣其所能烹調的一類食物。小販車產生的食物香氣吸引路人。
- 烤爐型小販車，賣雞蛋仔、冷糕、格仔餅，都是蛋漿食品
- 鐵鍋型小販車，賣魚蛋[9]、牛雜、魷魚、魷魚，用滾水泡的食品
- 油炸型小販車，賣煎釀三寶（鯪魚釀豆腐/矮瓜/青椒）、炸棕、臭豆腐
- 蒸鍋型小販車，賣粵式點心，包括腸粉或猪肠粉、燒賣、臘味飯
- 燒烤型小販車，賣串燒
- 液體型小販車，賣碗仔翅、糖水、豆腐花
- 新鮮型小販車，賣水果、甘蔗
- 大鑊型小販車，賣炒栗子、粟米、蕃薯、鹽焗鵪鶉蛋

### 引用
1. ↑  . 香港蘋果日報. 2002-08-08  [2018-01-23]. （原始内容存档于2018-10-28）. （页面存档备份，存于）
2. ↑  張知民.香港掌故.香港：豐年出版社，1948年：8-10
3. ↑  吳昊.飲食香江.香港：SCMP Book Publishing Limited，2001年：97
4. ↑  吳昊、張建浩.香港老花鏡之生活舊貌.香港：皇冠出版社(香港)有限公司，1996年：16
5. ↑  白頌麒. . 文化研究＠嶺南. 2007年, (第7期)  [2009-03-06]. （原始内容存档于2012-01-22）. （页面存档备份，存于）
6. ↑  吳昊. . 香港: SCMP Book Publishing Limited. 2001年: 210.
7. ↑  不詳.辣魚蛋、炒栗子和煨蕃薯這些街頭小食.Recruit.1999年7月30日
8. 1 2  鄭寶鴻.香江知味：香港早期的飲食場所.香港：香港大學美術博物館，2003年：242
9. ↑  值得留意的是，雖然香港人常會把賣魚蛋的流動熟食小販車稱為「魚蛋檔」，但「魚蛋檔」亦是賣淫地方的另類名稱。

## 外部連結
- 香港十大特色街頭小吃 （页面存档备份，存于）